# Жуль Дассен
Жуль Дассен (фр. Jules Dassin, англ. Julius Dassin, 18 грудня 1911, Міддлтаун, Коннектикут, США — 31 березня 2008, Афіни, Греція) — кінорежисер і актор, класик жанру нуар, лауреат премії Канського кінофестивалю за найкращу режисуру (1955). Батько французького естрадного співака Джо Дассена.

## Біографія

### Ранні роки
Жуль Дассен народився під іменем Джуліус Дассін в містечку Міддлтауні округу Міддлсекс в штаті Коннектикут на східному узбережжі США в побожній єврейській родині недавніх іммігрантів з Одеси, один з восьми дітей. Його батько Шміль (Семюель) Дассін був перукарем, мати Берта Фогель — домогосподаркою. Незабаром після народження Джуліуса вся родина переїхала в нью-йоркський район Гарлем. Навчався Дассен в середній школі Морріса в Бронксі.
Після короткочасного навчання в Європі, Дассен почав театральну кар'єру на їдиші в нью-йоркській єврейській пролетарській трупі «АРТЕФ» (Арбетер Театер Фарбанд — робітниче театральне об'єднання) в 1934 році, коли театр в'їхав у власне приміщення на Бродвеї. Ця новаторська трупа була створена режисером Бенно Шнайдером — вихованцем Вахтангівської театральної студії «Габіма» — в МХАТівських традиціях і перебувала під сильним впливом радянського авангардизму середини 1920-х років, не виключаючи і прокомуністичної спрямованості. З 1936 року Дассен вже в основному акторському складі, грав головним чином в п'єсах Шолом Алейхема. Одночасно заробляв на життя, створюючи сценарії для популярної в ті роки (з 1937 року) радіогодини Кейт Сміт.

### Голлівуд
Після розпаду трупи АРТЕФ в 1940 році Дассен вперше виступив в ролі режисера, поставивши «Medicine Show» на Бродвеї. Помірний успіх постановки дозволив йому переїхати в Лос-Анджелес, де незабаром почав працювати в Голлівуді, підписав семирічний контракт з компанією Метро-Голдвін-Маєр і вже в наступному році дебютував із короткометражною екранізацією оповідання Едгара По «Серце-викривач». Впродовж 1940-х років Дассен зняв низку повнометражних стрічок, але в 1947 році, гостро відчуваючи відсутність творчої свободи, перервав контракт з MGM і повернувся до Нью-Йорка. Тут він почав співпрацювати з незалежними кінокомпаніями і один за іншим зняв чотири культових детективних фільми в стилі нуар, що принесли йому популярність і касовий успіх — «Brute Force» 1947; «Naked City» 1948; «Thieves’ Highway» 1949; і «Night and the City» 1950.
В усіх чотирьох картинах Дассен віддає явну перевагу саспенсу і напруженості перед відвертими сценами насильства, що стали вже ніби невід'ємною частиною гангстерського кіно. Починаючи з другого з них («Naked City») він наполягає на проведенні зйомок на реальних вулицях Нью-Йорка і на використанні непрофесійних статистів, що було дуже відмінно від загальноприйнятої практики тодішньої студійної зйомки.

### «Чорний список» Голлівуда
Ще до закінчення зйомок картини «Night and the City» в Лондоні подальшу кар'єру режисера в США перервав його колега Едвардом Дмитрик, який в епоху маккартизму, що стрімко набирав обертів, засвідчив членство Дассена в комуністичній партії перед Комісією з розслідування антиамериканської діяльності. Дассен, потрапивши в «Чорний список» Голлівуду, залишився практично без роботи (одна театральна постановка за 3 роки). В 1953 році був змушений переїхати разом з усією родиною (дружина — скрипалька Беатріс Лонер, дочки Джулі й Рікі, син Джозеф) до Парижа, де на той час вже склалося ціле співтовариство таких, як і він, голлівудських неповерненців.
Після п'яти років поневірянь і безуспішних спроб повернутися в кіно у Франції та Італії, Дассену все ж таки вдалося отримати новий контракт і продовжити кінематографічну діяльність у Франції, згодом в Греції і знову в США — «Rififi (Du Rififi chez les Hommes)», 1955; «Ніколи в неділю» (Ποτέ την Κυριακή), 1959; «Федра», 1961; «Кинджал Топкапі», 1964. Більшість з цих фільмів, в першу чергу «Ніч і місто», «Ріфіфі» (приз за найкращу режисуру на кінофестивалі в Каннах, 1955) і «Кинджал Топкапі», стали класикою жанру нуар. Франсуа Трюффо назвав «Ріфіфі» найкращим фільмом жанру.

### Подальше життя
1955 року на фестивалі в Каннах Дассен познайомився з грецькою актрисою Меліною Меркурі (1920—1994), незабаром розлучився з Беатріс Лонер і на початку 1960-х років оселився з новою дружиною в Греції. Успішне використання грецької тематики та невимовна популярність картини «Ніколи в неділю» зробили подружню пару (з 1966 року) Дассен-Меркурі чимось на зразок національних героїв в цій країні. Меліна Меркурі знялася в головних ролях в більшості картин Дассена цього періоду (у тому числі артхаусних), включаючи такі відомі, як «Кинджал Топкапі» з Максиміліаном Шеллом і Пітером Устіновим, «Ніколи в неділю» (у 1967 році на його основі Дассен поставив мюзикл «Illya Darling» на Бродвеї з Меркурі в головній ролі), «Федра» (з Ентоні Перкінсом) і «Пристрасна мрія» (1978) — остання роль Меліни Меркурі в кіно.
Жуль Дассен був продюсером і автором або співавтором сценарію в більшості своїх картин, а також знявся в деяких з них, в тому числі під псевдонімом Perlo Vit. У картині «Ніколи в неділю» (1959), Дассен і Меркурі зіграли головні ролі. У роки диктатури в Греції (1967—1974) Дассен і Меркурі жили в Нью-Йорку і у Франції, потім знову оселилися в Афінах, де Меркурі стала членом Грецького парламенту, а з 1981 року — міністром культури Греції. Остання режисерська робота у кіноіндустрії — канадський фільм 1980 року «Коло двох». З 1980 року, втомившись від труднощів фінансування некомерційного кіно, Дассен сконцентрувався головним чином на театральних постановках в Афінах. Після смерті Меліни в 1994 році він залишився жити самотньо в Афінах у своєму маєтку на вулиці імені Меліни Меркурі. Помер у віці 96 років, переживши не тільки дружину, але й власного сина. Похований на Першому афінському кладовищі.

## Фільмографія
| Рік  |   | Українська назва     | Оригінальна назва | Роль |
| ---- | - | -------------------- | ----------------- | ---- |
| 1942 | ф | Знову разом у Парижі | Reunion in France |      |
| 1947 | ф | Груба сила           | Brute Force       |      |
| 1955 | ф | Ріфіфі               | Rififi            |      |
| 1960 | ф | Ніколи в неділю      | Never on Sunday   |      |
| 1962 | ф | Phaedra              | Phaedra           |      |
| 1970 | ф | Обіцянка на світанку | Promise at Dawn   |      |
| 1974 | ф | The Rehearsal        | The Rehearsal     |      |

### Галерея
- Родина Дассен (Джулс Дассін з першою дружиною та дітьми) [Архівовано 8 лютого 2013 у Wayback Machine.]
- На похоронах сина [Архівовано 24 серпня 2010 у Wayback Machine.] — французька версія [Архівовано 2 лютого 2010 у Wayback Machine.]
- З дочками та сином [Архівовано 9 березня 2011 у Wayback Machine.] (французька версія) [Архівовано 12 лютого 2010 у Wayback Machine.]
- З сином Джо Дассеном [Архівовано 9 березня 2011 у Wayback Machine.] (французька версія) [Архівовано 31 травня 2011 у Wayback Machine.]
- З першою дружиною і сином [Архівовано 27 вересня 2007 у Wayback Machine.], З Меліною Меркурі і сином [Архівовано 27 вересня 2007 у Wayback Machine.], З сином [Архівовано 27 вересня 2007 у Wayback Machine.], з Меліною Меркурі [Архівовано 27 вересня 2007 у Wayback Machine.]
- Кадри із кінофільмів Жуля Дассена за участю сина [Архівовано 30 січня 2010 у Wayback Machine.]